# Wuling Hongtu
Wuling Hongtu – samochód osobowo-dostawczy typu mikrovan klasy miejskiej produkowany pod chińską marką od Wuling w latach 2007–2012.

## Historia i opis modelu

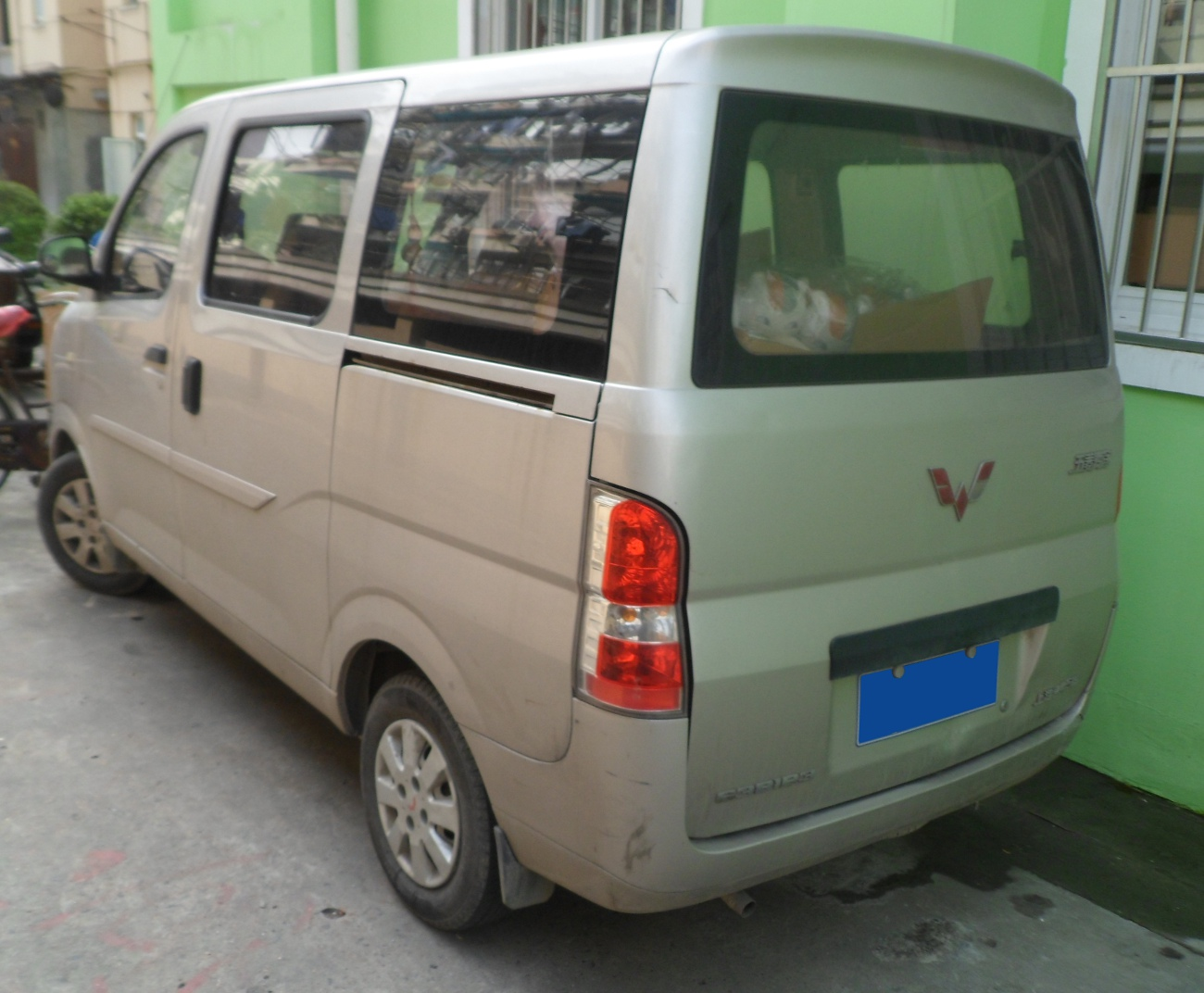
Wuling Hongtu - tył

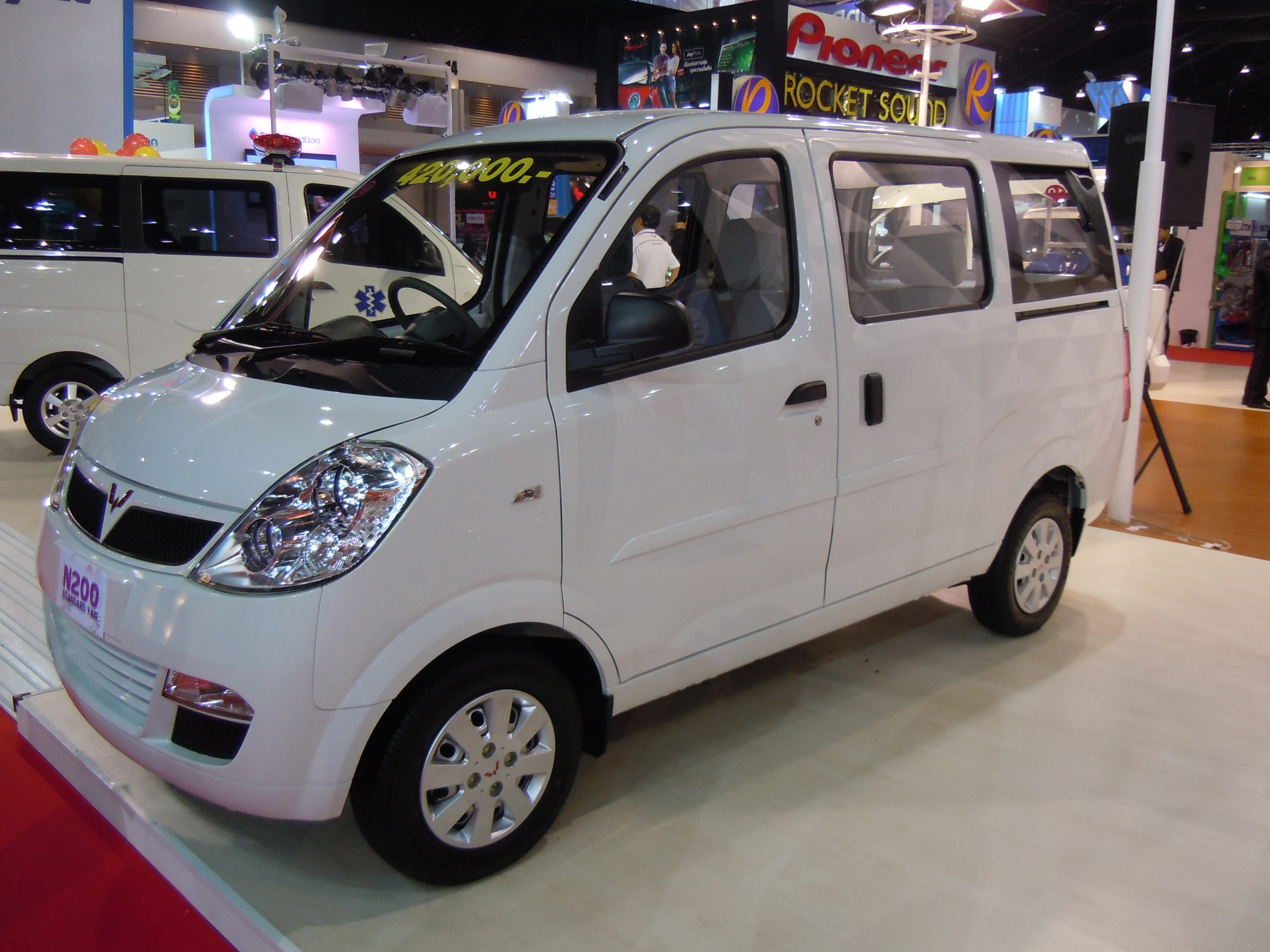
Wuling N200

Model Hongtu został opracowany przez Wulinga jako najmniejszy i najtańszy, osobowo-dostawczy pojazd w ofercie, będący pierwszą samodzielną konstrukcją producenta, nie opierając się już na technologii wywodzącej się od Mitsubishi.
Wuling Hongtu przyjął postać typowego dla azjatyckich mikrovanów 5-drzwiowego pojazdu, z wąskim i wysokim nadwoziem, a także krótkim, ściętym przodem. Jednostka napędowa umieszczona została pod niewielką maską, w większej części znajdując się pod przednim rzędem siedzeń. Boczne drzwi są odsuwane, z kolei klapa bagażnika jest jednoczęściowa, podnoszona do góry.

### Sprzedaż
Wuling Hongtu powstał zarówno z myślą o rodzimym rynku chińskim, jak i ościennych krajach Azji Wschodniej jak Singapur, Indonezja czy Tajlandia, a ponadto także Indie. Od 2008 roku samochód był ponadto eksportowany pod marką Chevrolet jako Chevrolet N200 także do państw Ameryki Południowej, na Bliski Wschód i do Afryki Północnej.

### Silniki
- R4 1.1l LXA
- R4 1.2l LAQ